# Карабах (имение)

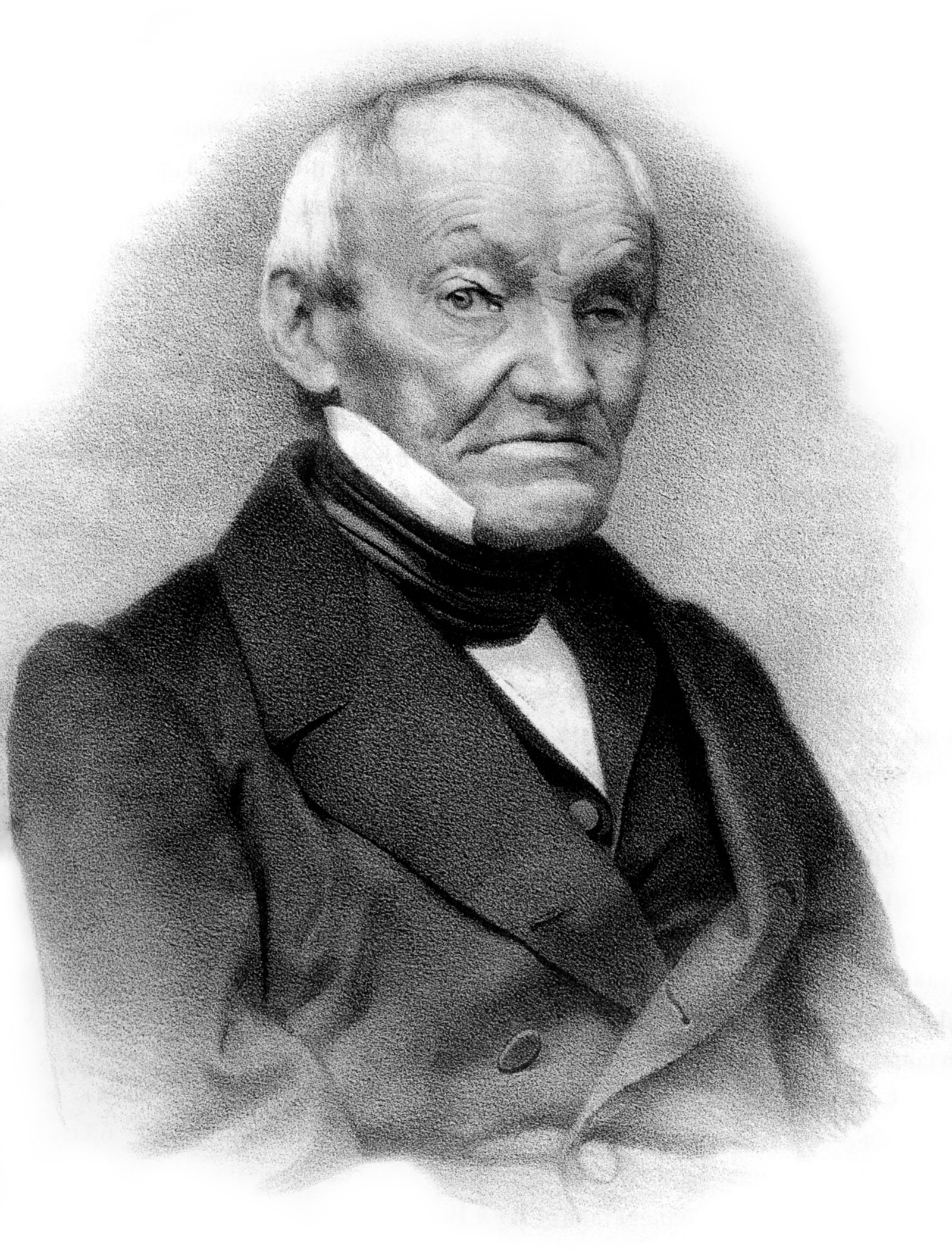
Пётр Иванович Кёппен

Карабах — имение на Южном берегу Крыма, основанное в первой половине XIX века известным учёным Петром Кёппеном, впоследствии известное, как усадьба Данилевского. В настоящее время — заброшенный туристско-оздоровительный комплекс «Карабах» в современном посёлке Бондаренково в составе Большой Алушты.

## История
В 1819 году Пётр Кёппен в возрасте 26 лет впервые приезжает в Крым. Он произвёл на молодого учёного ошеломляющее впечатление, превратившееся в желание остаться здесь жить. В конце февраля 1829 года П. И. Кёппен, при содействии бывшего Таврического губернатора Андрея Михайловича Бороздина, купил у местного татарина Дагадара-Оглу-Асана первый земельный участок — сад «Карабах» рядом с деревней Биюк-Ламбат. Название сада (Карабах этимологически происходит от тюркского «кара» — чёрный, и персидского «бах» — сад) дало имя и самому месту. В следующие месяцы Кёппен, купив прилегающие участки земли у владельцев-татар, расширяет территорию имения до 4 десятин (со временем площадь парка имения выросла до почти 12 гектаров).
Приобретя вожделенную землю в Крыму, Кёппен принялся обустраивать имение: было расчищено место для дома, хозяйских построек и фонтана, посажены виноградник и сад. Для парка были выписаны саженцы различных, в том числе экзотических, растений, из Никитского ботанического сада. В 1837 году имение посетил Василий Жуковский, отметивший в своём дневнике, что на Карабахе выращивается 170 сортов винограда и множество субтропических плодовых деревьев.
С Карабахом были связаны 45 лет жизни учёного: он подолгу жил в любимом имении в 1829—1834 году, а затем, в связи с ухудшением здоровья, в 1852—1853, 1858—1859 и 1860—1864 годах. В Карабахе Кёппен написал большинство своих трудов о Крыме, в том числе уникальный «Крымский сборник. О древностях Южного берега Крыма и гор Таврических», изданный при содействии новороссийского генерал-губернатора М. С. Воронцова в 1836—1837 году. В Карабахе же родились все дети Кёппена.

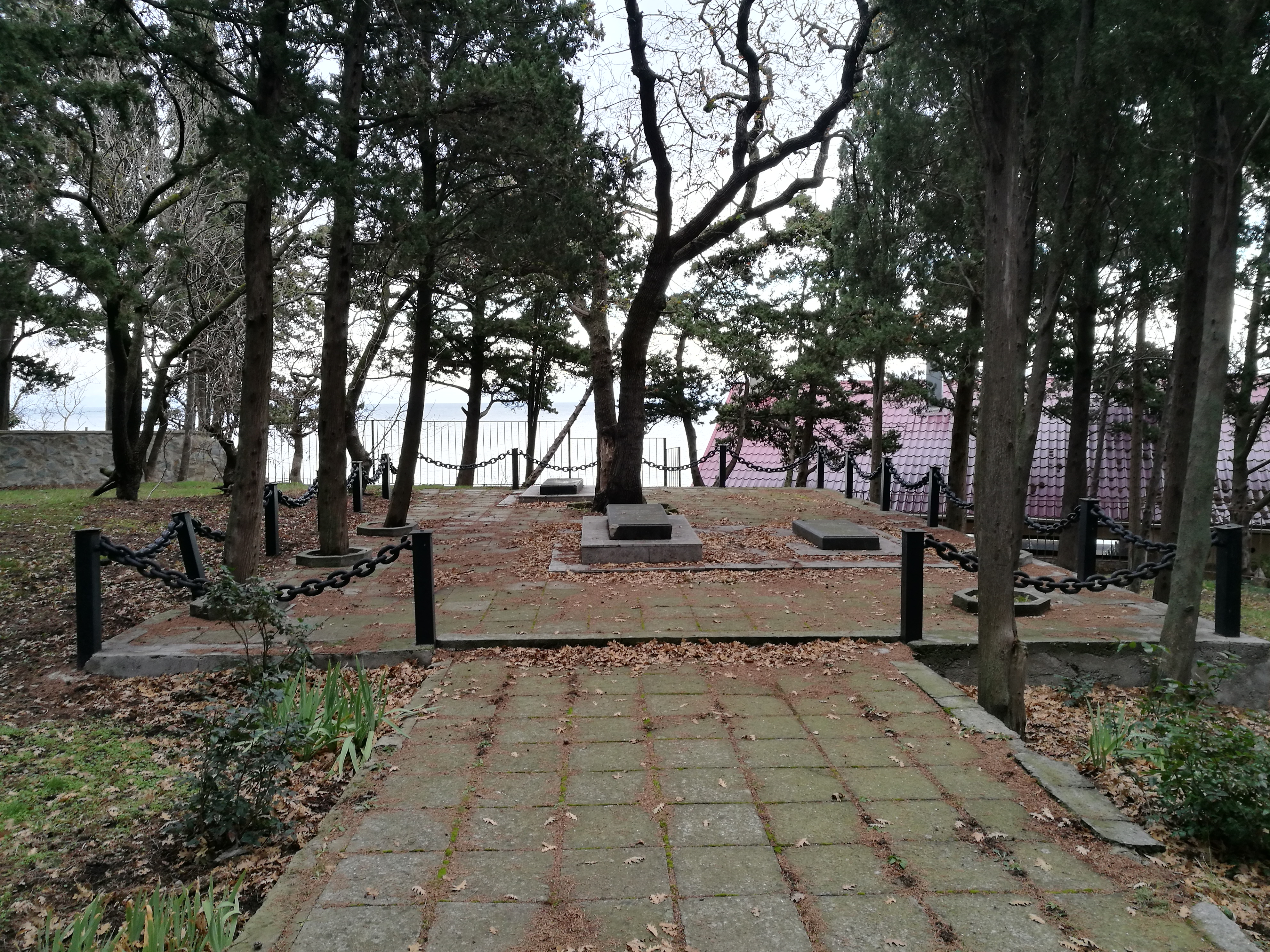
Могилы академика П. И. Кеппена и членов его семьи в Бондаренково

Пётр Иванович Кёппен умер 23 мая (4 июня) 1864 года в любимом Карабахе, и был похоронен там же, в кипарисовой роще на мысе Карабах-Бурун. Впоследствии рядом хоронили потомков ученого и образовалось семейное кладбище Кёппенов-Келлеров — сейчас  Объект культурного наследия народов РФ регионального значения. Рег. № 911710828480005 (ЕГРОКН).
Потомки учёного жили в имении до революции 1917 года, было построено ещё несколько зданий, но ни одно из них не сохранилось. В материалах Всесоюзной переписи 17 декабря 1926 года в составе Биюк-Ламбатского сельсовета Ялтинского района значится хутор Карабах с 3 домами и 11 жителями, из которых 6 татар, 4 русских и 1 немец. Дальнейшая
судьба усадьбы в послереволюционное время пока не выяснена. В 1953 году на месте имения был открыта турбаза «Карабах» (по другим данным в 1954 году). В 1991 году турбаза была закрыта, в настоящее (2023 год) время находится в запустении, как и окружающий парк.